# ドラゴンフォース (ゲーム)
『ドラゴンフォース（DRAGON FORCE）』は、日本で1996年3月29日にセガより発売されたセガサターン（以下、SS）用ゲームソフト。

## 概要
8人の君主から1人をプレイヤーキャラクターに選び大陸統一を目指すヒロイックファンタジー風のシミュレーションRPG。ゲームの進行は、武将との会見や築城などを行う"内政モード"と、フィールド画面で軍隊を動かしながら戦闘や交渉を行う"戦略モード"から成り立っている。最大100人対100人の戦闘シーンが売りのひとつ。
ストーリーは、女神アステアの命を受け、"星竜の八戦士"を捜し出すハイランド国王ウェインを中心に展開されるが、選んだ王（主人公）によって話の展開や各種イベントに違いがある。
1997年4月25日にはサターンコレクションとして廉価版が発売。2005年8月18日にはセガエイジス2500シリーズとしてPlayStation 2（以下、PS2）に移植されて発売された（PS2版は2012年7月25日にPlayStation 2アーカイブスとして配信も開始）。レイティングはCERO：B（12才以上対象）。続編に『ドラゴンフォースII 神去りし大地に』（1998年4月2日、SS）がある。

## ストーリー
神々が愛した大陸レジェンドラ。創造を終え、神々の去った大地を邪神マドルクは支配しようと企んだ。人々の祈りと願いによって現れた星竜ハースガルドは邪神を封印することに成功する。ハースガルドは、やがて現れるであろう8人の英雄たちにすべてを託すため、自身を8つのオーブに分け、大陸の各地に飛び散らせた。

## 登場人物

### ハイランド王国
レジェンドラ大陸南東に位置する王国。善政を敷くため民衆の支持は高い。規律と道徳を重んじるその兵団は、もっとも平均的に戦える戦士を配備している。若き王ウェインは、大陸全土に宣戦布告したファンダリア帝国に対し拳兵するが、出陣前日に邪神復活の啓示を受け星竜の八戦士を探すこととなる。
君主
ウェイン
声 - 竹本英史
17歳という年齢で王位を継いだハイランドの若き王。勇気や力、敵にも情けをかける慈悲深さなどで国民や臣下からの支持は強い。

参謀
ノルン
声 - 麦人
ウェインの参謀。冷静沈着な一方、口うるさいところもある。若い頃は前線にも立っており、ロウですら頭が上がらない。

重要武将
ソマリオン
声 - 幸田昌明
無骨そのものといった顔つきの騎士。頑固で融通の聞かない性格だが、部下への面倒見が良いため兵士たちから支持を集めている。
ロウ
声 - 大塚明夫
一見遊び人風の男だがハイランドで一二を争うほどの剣の達人。ファンダリアの名将カルハザードとは、同じ師に剣を学んだ仲。甘い物好き。
ニーナ
王宮直属の治療術士。広い世界に憧れており開戦と同時に行軍を志願する。負傷者の治療も行っているため、兵士たちから慕われている。
リンク
ウェインの従者として、ともに育てられた若き戦士。お調子者で三枚目的。ウェインのことを兄貴として慕う一方、子ども扱いされることがある。

イベントキャラクター
ボルガノ
トランバンの領主。元は悪徳商人。自らの贅沢のために民を苦しめている。あまりの醜さのために、特に女性キャラクターからは人間扱いされていない。
イグラシオ
閃光騎士団の団長。主君を裏切らないという騎士の誇りと、悪徳領主に仕えるという良心の痛みと板挟みになっている。
エンドリュー
閃光騎士団の副長。イグラシオに忠誠を誓っている。
ハリル
閃光騎士団の団員。イグラシオの部下であり敬意を持っているものの、現在はボルガノの側近として仕えている。ディアンドとは付き合いが長く、互いを知り尽くしている仲。戦闘では捕虜にできず戦死してしまうため、探索、捕虜状態で奪う、または同盟時に相手国に居る場合は仲間にできる。
ディアンド
閃光騎士団の団員。ハリルと同タイプ。
ヒックス
元閃光騎士団。ボルガノのやり口に耐えきれずに退団し、自警団を率いている。
タウザ
ボルガノに仕える傭兵。
ランドルフ
ボルガノに仕える傭兵。
ヒルダ
声 - 井上喜久子
義賊。ボルガノから討伐隊を差し向けられている。かつてはジョシュアとも仕事をしたことがある。
ロック
ヒルダの手下。ヒルダの仲間であったジョシュアと比較されることからジョシュアに対して対抗意識を持っている。

### ムーンパレス王国
争いより芸術を好むエルフの国で、辺境の森にある小国。女王の住む満月宮は大陸屈指の防御力を持ち、女王直属の弓部隊は、素早い獣人には負けるが、飛行兵には脅威を与える。創世の儀で新女王となったティリスは、ファンダリアの侵攻に備えていたが、そのとき邪神の復活を耳にした。
君主
ティリス
声 - 高橋美紀（SS）→那須めぐみ（PS2）→岩男潤子（II）
"創世の儀"というコンテストで、国民から新たに選ばれたムーンパレスの王女。優秀な精霊使いでもある。普段は大らかな性格だが、いざと言う時には普段からは想像もできないほどの意志の強さを見せる。ウェインの幼馴染。
参謀
モート
知識豊富で温和なエルフの老人。母国の繁栄を願ってこれまで何人もの女王を補佐してきた彼は、ティリスの良き相談相手になっている。

重要武将
グレン
かつては流浪の騎士だったが、ティリスに救われたことがあり馳せ参じた。美しい女性を見るとつい口説いてしまうナンパな面もある。ハイランド王国のロウとは浅からぬ因縁がある。
デュラン
人間でありながら、滅び行くエルフを救うためにムーンパレスにやってきた戦士。ティリスに忠誠を誓う義勇の士。口数が少なく物静かな性格だが武勇伝も多く、エルフからの信頼も厚い。
ラインノール
エルフ族には珍しい魔道士。本来は魔法の平和的利用を研究していた学者。トラッドノアのメノルカとは魔法学院時代の学友。
マノア
神に仕える敬虔な神官だが、智謀にも長けた淑女であり国政の一端を担っている。トリスタンのキリコとは実の兄妹。

イベントキャラクター
ライオーネ
ティリスと女王の座を争い敗れた高飛車な女エルフ。浪費癖がある。
パーシル
ライオーネの許嫁。いつもライオーネの尻に敷かれている。騎士ではあるが、ムーンパレスには騎士が少ないので剣は我流。
バニラ
ライオーネの侍女。
ニカルモ
デュランと戦いたいという理由でライオーネに仕えている。

### トパーズ王国
君主
レオン
声 - 高橋広樹
宗教国家トパーズの新国王。鍛え抜かれた肉体を武器に戦う勇敢な拳士でもある。僧侶と武闘家の両面を併せ持つ戦闘力で軍を引っ張っていく。戦いに熱くなりやすく負けず嫌い。

参謀
タイフォン
レオンの幼年期の王宮教師。 かって「猛き拳」と恐れられた凄腕の拳士でもあった。

重要武将
ガリウス
レオンの親友。修行が大嫌いだったため、風来坊としての生き方を選んだが、戦争の噂を聞きつけ帰国する。
ユイカ
国王レオンに憧れている近衛兵。さっぱりとした気性と、細やかな心配りから兵士にも人気が高い。
シャイア
攻撃魔法好きの僧侶で、その姉御ぶりにレオンでさえも頭が上がらない。トラッドノア王国で学んでいたことがあり、トイスに後継者と見込まれていた。また、同国に留学中、ラ・デリとの間に痴話のもつれから確執が生じる。
ライザック
「沈黙の巨人」と恐れられている武道の達人。無口だが頭脳明晰な文武両道の人。

イベントキャラクター
ダイン
解放軍マテリアルのリーダー。戦乱のどさくさにまぎれ、トパーズの乗っ取りを企む。
コハク
ダインの親友にして、己の剣の腕を磨き旅をする素浪人。剣術は我流だが、その実力は高く、かつてハヤテと戦い引き分けている。
ノーマリィ
人間の身でありながらエルフのような精霊と対話する能力を持ち、そのせいで他人におそれられ人間嫌いになった。それでも化け物よりはマシとのこと。
ミュリア
ダインを慕い、行動を共にしている女魔道士。口数は少ないものの、魔力は高い。

### イズモ国
君主
ミカヅキ
声 - 伊藤健太郎
悪を討ち、邪を滅すると伝えられているクサナギ流剣術を極めた若武者。各地を流浪していたが、先王の死により急遽呼び戻され王位についた。古風にとらわれない奔放さで兵の信頼は厚い。

参謀
コウリン
ミカヅキの師匠ケイウンサイの愛娘。智謀と武勇を兼ね備えた逸材。

重要武将
ジュウベエ
イズモ国の重鎮にしてミカヅキの右腕ともいえる碧眼の剣豪。冷静沈着で洞察力に優れている。茶の湯が趣味。
シオン
諜報活動を主に行う隠密の女隊長。伝説の忍者ハヤテの愛弟子。
バクラ
元は各地を荒らし回っていた野武士の頭目。ミカヅキに征伐されて以来心服し、部下になる。
ホウライ
舞うように敵を斬る凄腕の少年剣士。流麗な剣技はミカヅキからの直伝。女性に見間違えられることを嫌う。

イベントキャラクター
キョウエン
暗黒忍者軍の頭領で、ハヤテとは同門だった。人間をやめたと自称するほどの卑劣漢。ゴルダーク編で一時仲間になるが、強力な武将技ファンタズムは別の技に置き換えられ、大きく弱体化している。
クモン
「黄泉知らずのクモン」の異名を持つ暗黒忍者軍の副頭領。SS版の顔グラフィックは消防隊員。キョウエンの卑劣なやり口に不満はあるが、忍びの掟のために仕方なく仕えている。
ランセツ
イズモ国ではハヤテに引けを取らない実力の持ち主「乱刹」。忍者にしては正々堂々とした戦いを好み、伝説になっている。キョウエンのやり口には不満を持っている。イベントキャラクターだが固有グラフィックを持たない。それでもバクラとの会話がある。PS2版で顔グラフィックはリニューアルされた。
サヤカ
ハヤテの弟子シロウの姉。しかし本人は幼い頃にキョウエンに記憶を消され、自我を失っており、弟のことも認識できない状態。なお、イズモでゲームを開始した場合、キョウエンと共に行方不明になり裏技を使わない限りプレイヤーは彼女を仲間にすることができない。

### ボザック国
君主
ゴンゴス
声 - 川村拓央
密林に住む獣人族の王。呪術文化が色濃く残り、彼自身も呪術マーキングを施している。「森の勇者」と慕われるほど心優しく勇気に溢れた豪快な人物。陰険な参謀や略奪を嫌う。

参謀
ニルタバ
獣人族の村の長老。明晰な判断力と頭脳は国一番である。

重要武将
ラギ
国王ゴンゴスの幼馴染であり、忠臣である四兄弟の長男。冷静沈着な性格。
バギ
四兄妹の次男。血気盛んで、一度怒らせると手がつけられない。女性が苦手。ガンラドの部下・シルビーとは元恋人同士。
マニ
声 - 高橋美紀
四兄妹の長女。獣人族には珍しい精霊魔法の使い手。快活で悩まない性格。
ユニ
四姉妹の次女。獣人族の最年少の隊長。小柄な身体で敏捷性に優れている。君主・ゴンゴスに似て天真爛漫な性格。

イベントキャラクター
ヨーグ
ガンラドを裏から操り、ボザックの乗っ取りをたくらむ魔導師。魔導師としての能力は低いが、戦闘になる前に逃げ出すので実際に戦うことはない。
ガンラド
あまりの狂暴ぶりにボザック国から追放された獣人戦士。レヴィアタンの子孫を自称している。
シルビー
バギの元恋人で、ガンラドの凶暴さへの哀れみから仕えている。
マーシャル
傭兵稼業の大柄な女性。本当のところ性別は怪しい。ノイキスに背中を任せられるほど信頼している。
ノイキス
傭兵稼業の小男。

### トリスタン帝国
君主
ジュノーン
声 - 高乃麗
軍事大国トリスタンの新しき指導者。戦場では『死仮面の黒騎士』と呼ばれ敵味方問わず恐れられている。自らの美貌を侮られないようにするため、普段は仮面をつけている。

参謀
ミュリカ
エルフの少女で、キリコに連れられる形でムーンパレスからトリスタン帝国入りした。思慮遠謀のみならず人心掌握術を得ている。

重要武将
アイロス
遊び人だったがジュノーンの素顔を偶然見てしまい、彼女に一目惚れしたのち仕えることを決意した。剣の腕は超一流。トラッドノアのラ・デリ、ムーンパレスのデュランとは旧知の仲。
ジョシュア
元大盗賊団の頭だったが、グレイスに仲間全てを惨殺されたため、ファンダリアと敵対していたトリスタンに参軍する。
キリコ
エルフでありながら、ジュノーンの才覚に惚れその貴下に参入した天才魔道士。生まれつき目が不自由。ムーンパレスのマノアとは兄妹関係。
オルテガ
元傭兵団の団長であったが、ジュノーンに一騎討ちで敗北しその軍門に下る。義侠心に厚く信頼の置ける男。遠距離よりも接近戦を好む設定のため、技はクロスフラッシュ1つのみである。

イベントキャラクター
ギョル
強引な商売と高利貸しで莫大な財産を築いた豪商。トリスタンの鉱山利益を自分のものにするため、傭兵団を雇いジュノーンの暗殺計画を企てている。
グスタフ
ギョルに雇われた傭兵団の団長。
ラムゼイ
グスタフの傭兵団に身を置く戦士。副官としても優秀で、グスタフを支えている。以前からギョルのやり口を快く思っていない。
キッド
グスタフの傭兵団に身を置く盗賊。ラムゼイ同様、ギョルの所業にはうんざりしている。

### トラッドノア王国
君主
レイナート
声 - 渕崎ゆり子
魔法王国トラッドノアの君主。温和な性格である一方、闘神ヴァルハートの血を引いており、破壊力の高い魔法を得意とする。

参謀
ムーランジュ
声 - 幸田昌明
理知的な学者肌の老人。論理的な思考を得意とし、理路整然とした作戦をたてる戦略家。

重要武将
ラ・デリ
大陸でも数少ない剣技と魔法の両方に秀でた魔法戦士。普段は眠っているため、「居眠り男爵」と呼ばれている。美女を見ると口説かずには居られないという悪癖を持つ。
ソフィー
高位の女性魔導士。レイナートの良き相談役であり良きお目付け役でもある。紅茶好きだが隠れた酒豪。
メノルカ
厭世的な魔導士。天才的な魔術の才能を持ちながら吟遊詩人を目指す変わり者である。ただし歌声の評判はあまり良くない。通称「歌う火炎魔人」。
トイス
幼少期のレイナートの教育係だった僧侶。ファンダリアの老将バグフィーとは旧知の仲。
ウリル
ギデオンの命を受け、レイナートを味方に引き入れるべく暗躍している妖魔。戦闘能力、指揮力は高い。
ジャロム
声 - 幸田昌明
ウリルに仕える妖魔騎士。普段は人間の姿をしているものの、本気を出すと姿が変わると言われているが、ウリルですらその姿を見たことはないの。
サターナ
ギデオンの命を受け、ウリルの監視をしている妖魔。弱者をいたぶることや、美しい女性の顔を恐怖で歪ませる趣味がある。
ギガ
ギデオンの命でウリルの監視をしているものの、誰にも忠誠は誓っておらず、面白い話がある方に仕えている竜人。同族のうち、伝説的存在であるグインガルを尊敬している一方、ザドのことは無差別殺戮を行ってきたことから忌み嫌っている。
ミルティア
トラッドノア領域に居る精霊使いで、通常キャラクターであるものの固有の顔グラフィックを持つ。能力はクローン系の精霊使いと変わりない。
シェラサード
トラッドノア領域に居る中立の老魔術師。ミルティア同様、通常キャラクターで固有の顔グラフィック。

### ファンダリア帝国
君主
ゴルダーク
声 - 木村雅史
兄のギゼルダークを倒し、帝位についた「狂える獅子」の異名を持つ専制君主。大陸のすべての国へ宣戦布告をする。

参謀
サリバー
かつては勇猛で知られた隻眼の騎士。現役は離れたが鋭い洞察力と的確な判断力を持ち、ギデオンやグレイスも一目置く。国を継ぐべきなのはギゼルダークでなくゴルダークだと看破していた。

重要武将
カルハザード
容姿端麗にして気品あふれる騎士。剣の腕は一流でゴルダークを敬愛している。ハイランドのロウとはかつての同門。SS版では直毛だったが、PS2版ではパーマになっている。
ギデオン
声 - 佐藤正治
国王ゴルダークの懐刀である大魔導士で、攻撃魔法が得意。
グレイス
声 - 折笠愛
強大な魔物を召喚する美女で冷酷非道な性格と激しい気性の持ち主。各地で盗賊狩りを繰り広げた。
リリア
ゴルダークの従者である僧侶。もともとは戦災孤児だったがゴルダークに拾われて以来行動を共にしている。
イベントキャラクター
ギゼルダーク
ゴルダークの兄でタイレルの父親。
タイレル
ギゼルダークの息子にしてゴルダークの甥。ゴルダークが父を殺し、ファンダリアを乗っ取ったと誤解しており、解放軍を率いて復讐に乗り出す。
セルジオ
元はファンダリア帝国に雇われていた傭兵で、片目に矢を受けながらも単身で100人の賊を全滅させる腕の持ち主。現在はタイレルの右腕として戦う。
ネルソン
忠義の士としてタイレルの信用厚い騎士で、ブラッドリィ城周辺を任されている。
アイーシャ
清楚な僧侶で、タイレルの婚約者。
バグフィー
老体だが、幾度の歴戦を戦い抜いてきた戦士。トラッドノアのトイスとは旧知の仲。
ハガネ
鋼の肉体を持つ、イズモ出身のモンク。かつては傭兵としてセルジオと行動を共にしていた。
エリーヌ
タイレルを尊敬し、付き従う精霊使い。ミレーヌの姉。
ミレーヌ
エリーヌの妹。

### どくろ党
ガスパー
どくろ党の首領で、盗みやたかりが大好き。元盗賊キャラクターとは何かと因縁がある。
ヘム
どくろ党の副首領。インテリを自称していることもあって策をめぐらすが、人並み以下の策しか出てこない。ガリウスを非常に恐れている。
ヅバン
どくろ党の一幹部。健啖家である一方、いかつい見かけの割にかなり気が小さい。「盗賊殺し」のガリウスを非常に恐れている。
どくろ党
ザコ兵士。ガスパー師団が自分の国以外と戦い、負けると戦死扱いになり代わりに出て来る。能力は低い。

### ライトニア
ゼノン
声 - 幸田昌明
ライトニアという小国の君主。元奴隷。鉱山で落盤事故にあった際、魔剣エクリクシスを手に入れ、不死身の力を手に入れる。いずれは世界を手中に納めようと考えている。イベントキャラクター扱いで非常に能力が高い（兵士の攻撃を食らってもHPが1づつしか減らないなど）。ゴンゴス、レイナートシナリオで仲間になるが、その場合は相対的に能力は弱体化する。しかし、女性が居ると寝返るというパンタリオンを応用した裏技で仲間にした場合は魔剣エクリクシスも所持し、比類なき強さを誇る。
ユリシス
調和神イーリッシュの血を引く魔道士。ゼノンとは親友同士であり、トリスタンのキリコとも面識がある。
ベルターナ
ゼノンの部下。盗賊に襲われているところをゼノンとユリシスに助けてもらったことからゼノンに仕えている。
グルーダー
スキンヘッドでヒゲ面の色黒男。ベルターナに好意を持っている。
ギュント
ライトニアの傭兵で、猛果敢な心意気をゼノンに買われて雇われた。ゲームを始めて一週目で仲間から厄介者扱いされるのか一人きりで他国へ攻め込むという妙な行動パターンを持つ。すぐ戦死するのも特徴で野武将の割りにかなり存在感がある。能力は低い。

### その他の勢力
ラムダ
声 - 幸田昌明
ギデオンと対立する謎の男。
パンタリオン
フリーの盗賊。ふざけた性格ではあるが、戦闘能力は大陸トップクラスで、内政能力も高い。無類の女性好きであり、敵対する師団に女性がいた場合、必ず裏切って相手方につく。ゼノンやキョウエンを仲間にするバグに応用可能。
ハヤテ
イズモにて伝説の忍者と称される男。ミカヅキとは旧知の仲。かつての恋人をキョウエンに殺害されており、ただならぬ因縁を持つ。サヤカの弟・シロウを弟子に持つ。戦闘能力が非常に高い。
ルーベンス
在野にて流浪している孤高の戦士。顔はギュントそっくりで双子の弟である可能性も高い。
女神 アステア
声 - 井上喜久子
8人の英雄を導く大陸の女神。かつて古代において邪神マドルクを封印した。星竜の力を継ぐ戦士たちに邪神の復活を伝えるため、ウェインの前に現れる。
調和神 イーリッシュ
アステアと同じ6女神の一人。
カトゥマンドゥ
マドルクに仕える巨大ロボット。
邪神 マドルク
レジェンドラを支配しようと企んだ邪神。強大な力を持つ。『II』ではマドゥルクという名になる。
闘神 ヴァルハート
マドルクと同じ6男神の一人。レイナートが強大な魔力を操れるのはヴァルハートの血を引くため。

### 兵種
武将はそれぞれに以下10種の兵種のうち1種を保持して戦う。相性が大きく左右するので単純に兵が多ければ強いわけではない。指揮力が100を超えると多少不利な相手でも4 - 5分にできる。
苦手兵種でない限り、基本的に待機させてカウンターを狙うと、自軍の兵数が少なくても有利に戦える。
ソルジャー
【戦士系】歩兵。射撃系・格闘系に強く、騎兵系・飛行系・竜人に弱い。
ホースマン
【騎兵系】騎兵。戦士系・射撃系に強く、格闘系・飛行系・竜人に弱い。
メイジ
【射撃系】魔道士。全般的に弱いが、飛行系・屍人には強い。また、武将技発動中も攻撃を続けるので初期陣形で待機させると、いわば鉄砲隊のように真価を発揮する。ドラゴニア相手でも有効。
アシガル
【戦士系】侍。基本的な能力はソルジャーと変わりないが、竜人とビーストに強い。
アーチャー
【射撃系】狩人。弓を構える隙があるため全体的に弱いが、飛行系には強い。ただし屍人には効かず、メイジに劣る。
モンク
【格闘系】僧兵。騎兵系・射撃系・屍人に強く、戦士系・歩兵系と竜人に弱い。
ハーピー
【飛行系】半鳥人。戦士系・騎兵系・格闘系に強いが、射撃系・竜人・屍人に弱い。飛行兵なので一部の武将技は効かない（足止め系の技など）。
ビースト
【格闘系】獣人。基本的な能力はモンクと変わらないが、屍人とは五分五分。アシガルには弱い。
ドラゴニア
【竜人系】竜人。アシガル以外には全体的に強い。飛行兵なので一部の武将技は効かない（足止め系の技など）。
ゾンビ
【屍人系】屍人。戦士系・騎兵系・ビースト・アーチャーに強いが、メイジ・モンク・竜人には弱い。

## ドラゴンフォースII 神去りし大地に
1998年4月2日にセガより発売されたSS用ゲームソフト。
前作から500年後の世界を舞台としている。キャラクターデザイン原案を結城信輝が担当。テーマソングをティリス役の岩男潤子が歌っている（作曲：田中公平、作詞：前田耕一郎）。
エーベルス
声 - 岡野浩介
『II』に登場する新しいハイランド王。
レニ
声 - 長沢美樹
『II』に登場する新たなムーンパレスの王女。
シェン
声 - 置鮎龍太郎
『II』に登場する新しいトパーズ王。
カエデ
声 - 水谷優子
『II』に登場する新しいイズモの姫。
ガンガス
声 - 山崎たくみ
『II』に登場する新しいボザック王。
アデルバッハ
声 - 堀内賢雄
『II』に登場する新しいトリスタン王。
サニス
声 - 麻見順子
『II』に登場する新しいトラッドノア王女。
バーツ
声 - 森川智之
『II』に登場する新しいファンダリア王。

## 開発に関する経緯
ドラゴンフォースは秋篠雅弘が設立したソフトハウス「Jフォース」と個人契約を結んでいた桑名真吾から企画立案され開発が行われていた。開発途中で「Jフォース」が倒産、開発継続が困難となり、セガが新規のスタッフ（阪神・淡路大震災で住む場所を失った関西支社のスタッフが大半を占める）を加えて開発を引き継ぎ完成させた。当初の主要スタッフ（数か月間、無給で働いていた）はこのゲームの完成を見ることなく、他社へと移っていった。
「ドラゴンフォース」という名称は『ドラゴンクエストのようなヒット作を「Jフォース」から生み出したい』という秋篠の想いから名づけられたものである。
メインデザイナーはかつて日本テレネットでメガCD作品を手掛けていた清水徹が務めた。また、キャラクターデザイナーは日野慎之助が務めた。

### 開発（セガエイジス2500）
セガワウの社員だった奥成洋輔が、セガエイジス2500版『ファンタジーゾーン』と出会ったことがきっかけで、セガワウが1本開発を受託することになった。奥成の上司がたまたま『ドラゴンフォース』のディレクターだったため、奥成はセガエイジス2500版のプロデューサーを受け持つことになった。外注開発先は奥成の上司が見つけたため、奥成はSS版の主要メンバーの招集に当たった。この当時、清水は「Shinobi 2」のディレクションに当たっていたため参加は限定的だったが、キャラクターデザイナーとして『スペクトラルフォース』などを手掛けた日野慎之助、シナリオには『シェンムー』への参加実績がある呉屋真を紹介した。コストの抑制およびSS版のゲームバランスの維持の観点から、メインプログラムはSS版からの流用となった。シナリオも原則として手を加えず、SS版で評判だった因縁のキャラクター同士が対決する際のやり取り（因縁台詞）を呉屋が増やすことにした。音声面においてはすべてのイベントシーンに声優による音声会話が用意された。
一方、グラフィックは日野からすべて描き直したいという申し出が寄せられた。SS版では約130人のキャラクターが登場したことに加え、イベントCGは150枚以上もあった。SS版のイベントCGは日野の原画をもとに清水が彩色する形で制作していたが、セガエイジス2500版では日野が彩色も兼任することになった。さらに、ファンへの配慮からキャラクターやイベントの追加まで決定したため、奥成は作業量が大きいのではないかと心配していた。
奥成の不安は的中し、パッケージや宣材まではうまくいったものの、イベントCGは線画とどまりだった。また、メインプログラムも新たな要素を追加するたびに動作が不安定になっていった。そこへ「Shinobi 2」開発中止に伴い、清水が正式にセガエイジス2500版の開発チームに合流した。
清水が日野の作業をマネジメントしたことで、イベントCGは順調に進み、プログラムの問題が解決する頃にはすべて完成していた。

## 反響
奥成によると、セガエイジス2500版は強化されたグラフィックがアピールポイントとして成立し、評判も上々だったという。